# Преміювання
Преміюва́ння — грошове або інше матеріальне заохочення в нагороду за працю або особливий вчинок чи дію, та ін.

## Державне преміювання
Законами України, нормативними актами та бюджетом передбачені преміювання у різноманітних галузях.

### Спорт
В Україні регулює Міністерство у справах сім'ї, молоді та спорту. Зокрема 28 серпня 2006 року ним виданий наказ N 2681, «Про затвердження Порядку преміювання працівників штатних збірних команд України».

### Демографічна політика
Запровадження під час правління де Голля великих допомог по вагітності, преміювання матерів після народження кожної нової дитини, зразкового закінчення ними середньої школи привели до того, що в багатьох областях Франції дітородіння стало вигідним, а багатодітні родини — найзабезпеченішими та найшановнішими у суспільстві. Демографічна ситуація незабаром була виправлена, і потреба в додаткових дотаціях відпала.

### Оплати праці
Преміювання складова частина оплати праці. В Україні регулює Міністерство соціальної політики.